# Almaqah

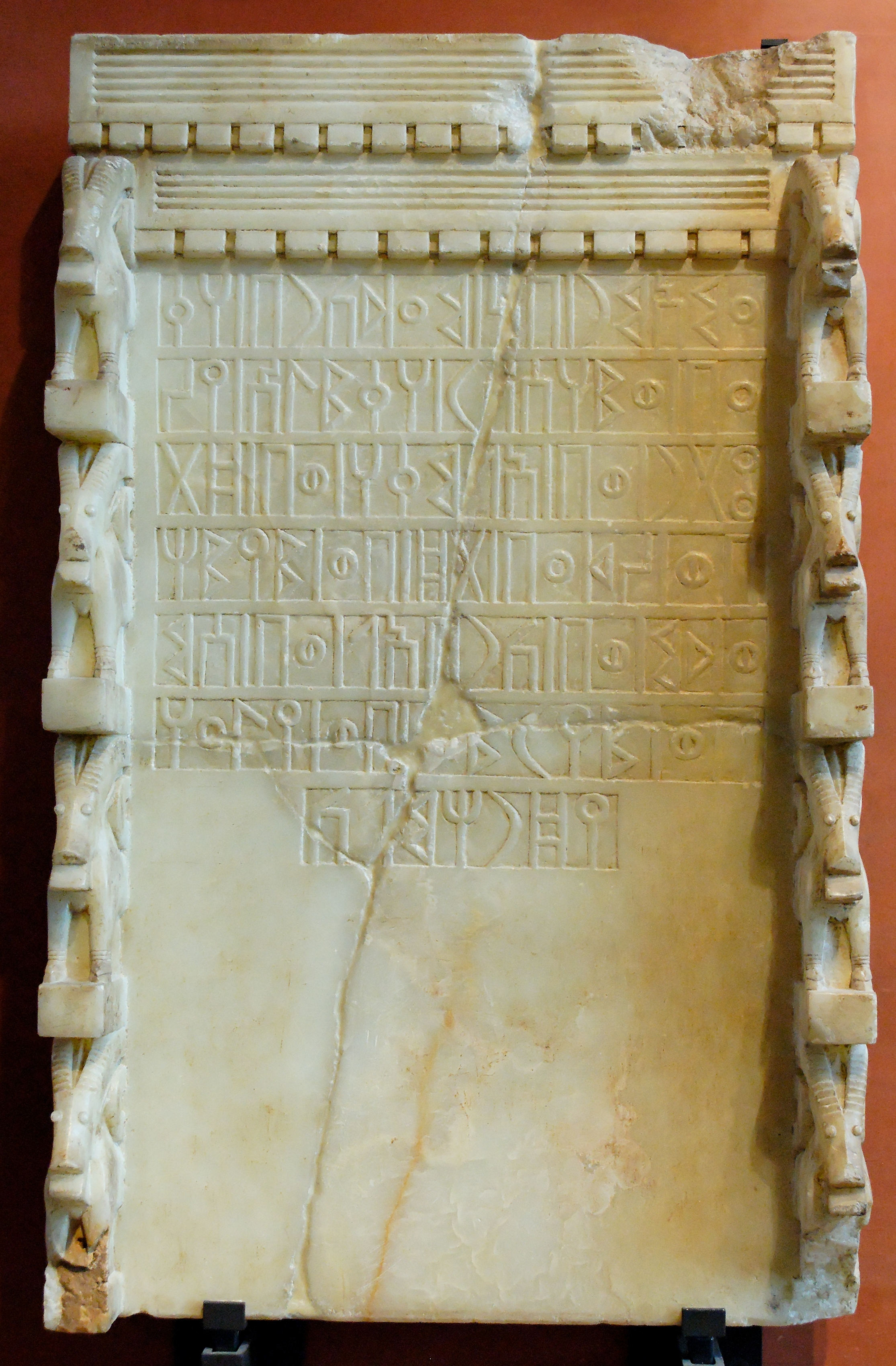
Iscrizione sabea del VII secolo a.C. rivolta ad Almaqah, che menziona cinque divinità sudarabiche, due sovrani regnanti e due governatori (Louvre).

Almaqah (o Ilmaqah, Ilmuqah, Ilumquh; in alfabeto sudarabico epigrafico , traslitt. 'lmqh; in ge'ez አለመቀሀ, ʾlmqh; in arabo المقة‎?, Almaqa) è un'antica divinità del regno sudarabico di Saba nonché dei regni etiopi di Dʿmt ed Axum. Era il nume tutelare della stirpe regnante sabea; l'appellativo di "bue della Terra dei Signori" indica anche che era venerato per la fertilità dei terreni agricoli, e difatti i bovini erano a lui sacri.
Nella fase più antica Almaqah rappresentò assieme al mukarrib (re-federatore) e alla famiglia regnante (che si riteneva di lui figlia) lo stato di Saba. Pur rivestendo un ruolo di primissimo piano nel pantheon sabeo, nelle invocazioni agli dei seguiva sempre Athtar. Sui monumenti la divinità è rappresentata da un fascio di lampi circondati da un oggetto falciforme, e il tempio più famoso ad essa dedicato era l'Awwam nella capitale sabea Ma'rib.

## Almaqah: divinità solare o lunare?
Le prime teorie di Nielsen (1927) identificarono Almaqah con una divinità associata alla luna e postularono la presenza nelle antiche civiltà sudarabiche di una triade astrale composta da una dea-sole, un dio-luna e dalla stella del mattino, Venere. Tale interpretazione è oramai abbandonata dai più in quanto non suffragata da prove epigrafiche (le iscrizioni non attribuiscono alle divinità né natura né sesso).
Altri studiosi (Giovanni Garbini, Jacqueline Pirenne, 1972-74) hanno invece rilevato che la testa di bue e il motivo della vite associati ad Almaqah sono piuttosto di natura solare e associabile ad una divinità agricola come Dioniso o a una divinità guerriera come Ercole, motivo per cui si sarebbe trattato di un dio solare, la controparte maschile della dea solare Šams, anch'ella venerata a Saba.